# Beslan Mudranov
Beslan Mudranov (7 de julho de 1986) é um judoca russo da categoria até 60 quilos. 
No Campeonato Mundial de Judô de 2014 sagrou-se vice-campeão. Nos Jogos Olímpicos de 2016 obteve a medalha de ouro ao vencer na luta final o casaque Yeldos Smetov no golden score.